# Skaugum
Skaugum est une résidence de la famille royale de Norvège, située à Asker, dans la banlieue d'Oslo, à environ 19 km au sud-ouest de la capitale, sur la côte occidentale du fjord d'Oslo. Située au milieu d'un vaste domaine, elle est actuellement la résidence du prince héritier Haakon et de sa famille.

## Situation
Le domaine de Skaugum se trouve au nord de la ville d'Asker, au pied de la colline de Skaugumsåsen (351 m). On y accède sur la droite par la route qui mène d'Asker au lac de Semsvannet (en), qui est une zone naturelle protégée et un espace de loisirs.
Le domaine comprend 48 ha de terres cultivables et 50 ha de bois, avec un parc et un verger de 12 ha à proximité immédiate de la résidence. Il est le siège d'une exploitation agricole et forestière.

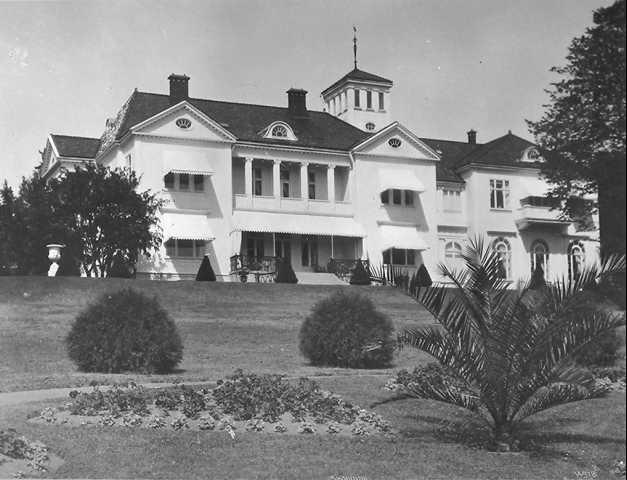
Avant l'incendie de 1930.

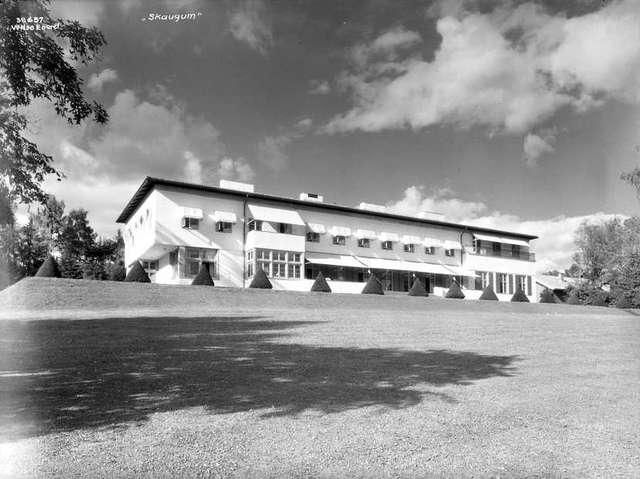
Après la reconstruction. 1932.

## Histoire
La propriété a été achetée en 1909 par Fritz Wedel Jarlsberg (1855-1942), aristocrate, diplomate et homme politique norvégien. La demeure, achevée en 1891, était l'œuvre de l'architecte norvégien Herman Backer (en). Wedel Jarlsberg l'offrit en 1929 comme cadeau de mariage au prince héritier Olav. L'année suivante, alors que le couple princier était déjà installé, un incendie ravagea complètement l'édifice, partiellement construit en bois. L'architecte Arnstein Arneberg entreprit de construire au même emplacement une nouvelle résidence, terminée en 1932.
Durant la Seconde Guerre mondiale, le domaine fut occupé par les Nazis. Le général SS Wilhelm Rediess, commandant en chef des SS en Norvège de 1940 à 1945, y résida, puis le commissaire du Reich Josef Terboven s'y installa. Le 8 mai 1945, Rediess se suicida d'un coup de feu dans son quartier général de Skaugum. Peu après, Terboven se suicida à son tour en faisant sauter avec 50 kg de dynamite le bunker qui avait été construit à proximité,.
En 1969, la propriété a été donnée au prince héritier Harald, qui l'a occupée avec sa famille jusqu'en 2001. En 2002, elle est devenue la résidence du prince héritier Haakon et de sa famille.

## Description
Après l'incendie de 1930, la demeure a été reconstruite à l'emplacement même de la précédente, en s'appuyant autant que possible sur les fondations et structures subsistantes.Le plan en L a été conservé et les locaux de service regroupés dans l'aile en retour. Le style architectural choisi relève du fonctionnalisme. L'édifice a été rebâti en briques, pour offrir une meilleure résistance au feu que le bois.